# Sirenum Fossae

Sirenum Fossae

Sirenum Fossae – wąskie zagłębienie powierzchni znajdujące się na obszarze południowych wyżyn Marsa.
Jego centrum znajduje się na 34,9° szerokości geograficznej południowej oraz 160,9° długości geograficznej zachodniej (♂ 34,9°S 160,9°W/-34,900000 -160,900000). Sirenum Fossae rozciąga się na przestrzeni 2735 km na południowy zachód od regionu wulkanicznego Tharsis, gdzie jest położony Olympus Mons, największy wulkan Układu Słonecznego.
Sirenum Fossae to system grabenów utworzonych w trakcie wynoszenia się regionu Tharsis przez naprężenia skorupy Czerwonej Planety. System ten jest widoczny w postaci równoległych koryt.